# Мавра (опера)
«Мавра» (рос. Мавра) — комічна опера на одну дію Ігоря Федоровича Стравинського. Лібрето Бориса Кохно. Вперше поставлена у Парижі 3 червня 1922 року під орудою Г. Фітельберга. Опера присвячена пам'яті О. С. Пушкіна, М. І. Глінки й П. І. Чайковського.
В основі опери — поема О. С. Пушкіна «Будиночок у Коломні» (рос. «Домик в Коломне»). Тривалість опери — близько 25 хвилин, опера має номерну структуру і включає дві арії, дует і квартет, в якому задіяні усі 4 персонажі опери. Звернувшись до пушкінського сюжету, І. Стравинський трактує його у пародійно-сатиричному дусі. У творі обігрується банальна любовна інтрига — туга і знемога за чуттєвим коханням молодої дівчини Параші та її відносини з молодим зухвалим гусаром, якого вона привела до себе в дім під виглядом кухарки Маври. Музична мова опери Стравинського, сповнена алюзій і цитат з творів російських класиків Глінки, Даргомизького, російського міського романсу. В ній проявляються характерні риси нової манери виконання, що сформувалася в період неокласицизму у творчості композитора.
Хоча прем'єра опери в Парижі в 1922 році не принесла успіху, сам композитор вважав її поворотним пунктом у своїй музичній творчості. Новаторські ідеї й музичні прийоми, що виникли при створенні опери він з більшим успіхом застосував у симфонічній музиці.
На радянській сцені опера вперше була поставлена у Москві 2 лютого 1929 року силами студентів технікуму театрального мистецтва. На радянській оперній сцені «Мавра» не ставилася, однак інтерес до опери стрімко зріс у пострадянські часи. Зокрема у Києві ця опера з успіхом ставилася двічі — у постановці Юлії Дудінової в оперній студії НМАУ (під фортепіано) та 13 жовтня 2003 року у рамках проекту Maxima [Архівовано 15 грудня 2007 у Wayback Machine.] (диригент — М. Кузін, режисер — В. Третяк)